# Tally Hall
Talmon Henry Hall (SeaTac, Amerikai Egyesült Államok, 1985. május 12. –)  amerikai labdarúgó, aki jelenleg klub nélküli. 2017‑ben az orlandói rendőrségnél teljesített szolgálatot.

## Pályafutása

### Klubcsapatokban
A San Diegó-i Egyetem csapatábanvtöbb egyéni sikert is elért. Rövid ideig a Boulder Rapids csapatában is megfordult. 2007-ben a Los Angeles Galaxy draftolta, de inkább Dánia felé vette az irányt, és aláírt az Esbjerg fB-hez, ahol két évet töltött. 2009. január 23-án visszatért az MLS-be a Houston Dynamóhoz. 2014. október 28-án bejelentették, hogy elcserélték pénzjutalomért és egy nemzetközi kerettagságért cserébe az Orlando City csapatával. 2015. november 25-én az Orlando City sorozatos sérülései miatt nem hosszabbította meg a lejáró szerződését. 2016. április 1-jén alá írt a D.C. United csapatához, majd 2016. július 29-én visszavonult a profi labdarúgástól.

### A válogatottban
Az U23-as és a felnőtt válogatottba is többször behívták, de pályára egyik korosztályban sem lépett.